# Latronquière
Latronquière település Franciaországban, Lot megyében. Lakosainak száma 429 fő (2022. január 1.). Latronquière Gorses, Labastide-du-Haut-Mont, Lauresses és Sénaillac-Latronquière községekkel határos.

## Népesség
A település népességének változása:
| Lakosok száma | 597  | 617  | 555  | 542  | 468  | 460  | 441  | 424  | 419  | 429  |
|               | 1968 | 1982 | 1990 | 2006 | 2013 | 2015 | 2017 | 2019 | 2020 | 2022 |